# Rock Entertainment
Rock Entertainment (trước đây là RTL CBS Entertainment và Blue Ant Entertainment, viết cách điệu: ROCK Entertainment) là kênh truyền hình tiếng Anh Đông Nam Á 24/7 thuộc sở hữu của Rock Entertainment Holdings.. Ra mắt vào năm 2013, ban đầu nó được gọi là RTL CBS Asia Entertainment Network, một liên doanh của RTL Group và CBS Studios International. Kênh này ra mắt vào ngày 1 tháng 9 năm 2013, tập trung vào các chương trình giải trí và đa dạng và phát sóng với độ phân giải cao. Trong vòng 2 năm, kênh đã có sẵn vào năm 2015 cho người xem cáp Philippines với một nguồn cấp dữ liệu riêng.
Ngày 1 tháng 1 năm 2018, RTL CBS Entertaiment đã đổi tên thành Blue Ant Entertainment sau khi Blue Ant Media mua lại RTL CBS Asia Entertainment Network.
On August 18, 2021, it was announced that Blue Ant Entertainment and Blue Ant Extreme will rebrand to Rock Entertainment and Rock Extreme starting September 1st. Blue Ant Media Asia, the owner of the said channels, was officially renamed as Rock Entertainment Holdings. Despite the change, the company continues to operate other Blue Ant Media channels for the Southeast Asian region (Love Nature, Smithsonian Channel, Makeful and ZooMoo).

Đây là logo kênh từ 1/9/2021.

## Kênh điều hành
- Blue Ant Entertainment (HDTV, Châu Á trừ Philippines

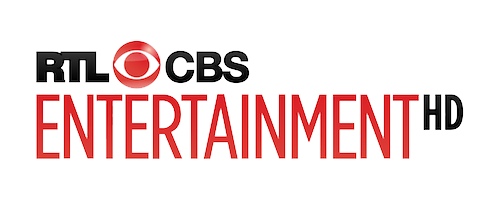
Logo RTL CBS Entertainment

- Bock Entertainmentue Ant Entertainment (Philippines)[2] - Liên doanh với Viva Communications